# Nordingrå socken
Nordingrå socken i Ångermanland ingår sedan 1974 i Kramfors kommun och motsvarar från 2016 Nordingrå distrikt.
Socknens areal är 208,1 kvadratkilometer, varav 199,70 land. År 2000 fanns här 1 654 invånare. Tätorten Mjällom samt tätorten och kyrkbyn Nordingrå med sockenkyrkan Nordingrå kyrka ligger i socknen. 

## Administrativ historik
Nordingrå socken har medeltida ursprung.
Vid kommunreformen 1862 övergick socknens ansvar för de kyrkliga frågorna till Nordingrå församling och för de borgerliga frågorna bildades Nordingrå landskommun. Landskommunen uppgick 1974 i Kramfors kommun.
1 januari 2016 inrättades distriktet Nordingrå, med samma omfattning som församlingen hade 1999/2000.  
Socknen har tillhört fögderier, tingslag och domsagor enligt vad som beskrivs i artikeln Ångermanland.  De indelta båtsmännen tillhörde Andra Norrlands båtsmanskompanis andra del.

## Geografi
Nordingrå socken ligger mellan Ullångersfjärden och Gaviksfjärden vid Höga kusten. Socknen har mindre dalgångsbygder vid kusten med brant kust och är i övrigt en starkt kuperad sjörik skogsbygd med höjder som i väster når 332 meter över havet.
I socknens mitt går ett dalstråk från norr till söder och i södra delen av stråket ligger tätorten Nordingrå med Nordingrå kyrka. Orten är centralort i socknen och ligger på Vågsfjärdens (1,5 m ö.h.) nordöstra strand. Vågfjärdens sydspets avskiljs av en smal landtunga från Gaviksfjärdens nordligaste vik. På landtungan ligger byn Häggvik.
I söder gränsar socknen mot Nora socken. Gränsen mellan de två socknarna går mitt i Gaviksfjärden från Sandviksudden. Brattnäset med Brattnäsudden ligger "sydligast" längs församlingens kust. Socknens sydligaste punkt ligger dock på Långskärsklubben strax utanför Långskäret ute i Bottenhavet. Norrut kan följande öar inom socknen nämnas; Germundsön, Rotskäret, Barstaön, Högbonden, Höglosmen samt Storören och Lillören i Omnefjärden.
I nordost, ut mot havet, ligger halvön Mjällomslandet. Här ligger Norrfällsviken med kapell samt Hamnslåtten. Ungefär mitt på halvön ligger Mjällom, som är ett lokalt centrum i socknens nordöstra del. Helt i norr stupar halvön brant ner mot Ullångersfjärden. Längs "nordkusten" ligger byn Mjällomslandet. Mitt i Ullångersfjärden går gränsen mellan Nordingrå och Vibyggerå socken. Ett "tresockenmöte" Nordingrå-Vibyggerå-Ullånger ligger mitt ute i fjärden mellan halvön Hyndtjärnsön på Nordingråsidan och Globerget på Vibyggerå-Ullångersidan. Gränsen mellan Nordingrå och Ullånger fortsätter ytterligare cirka 3 km in i den avsmalnande Ullångersfjärden, varefter gränsen viker tvärt mot söder och in på fastlandet i trakten av byn Rödviken (i Nordingrå). 
En annan "halvöformation" går österut från Vågfjärden och slutar med Rävsön ute vid havet. I denna del av socknen ligger bl.a. Orsta, Tollsätter, Själand, Ulvvik samt gamla fiskeläget Rävsön i öster. Halvöformationen ligger med Omnefjärden i norr och Edsätterfjärden i söder.

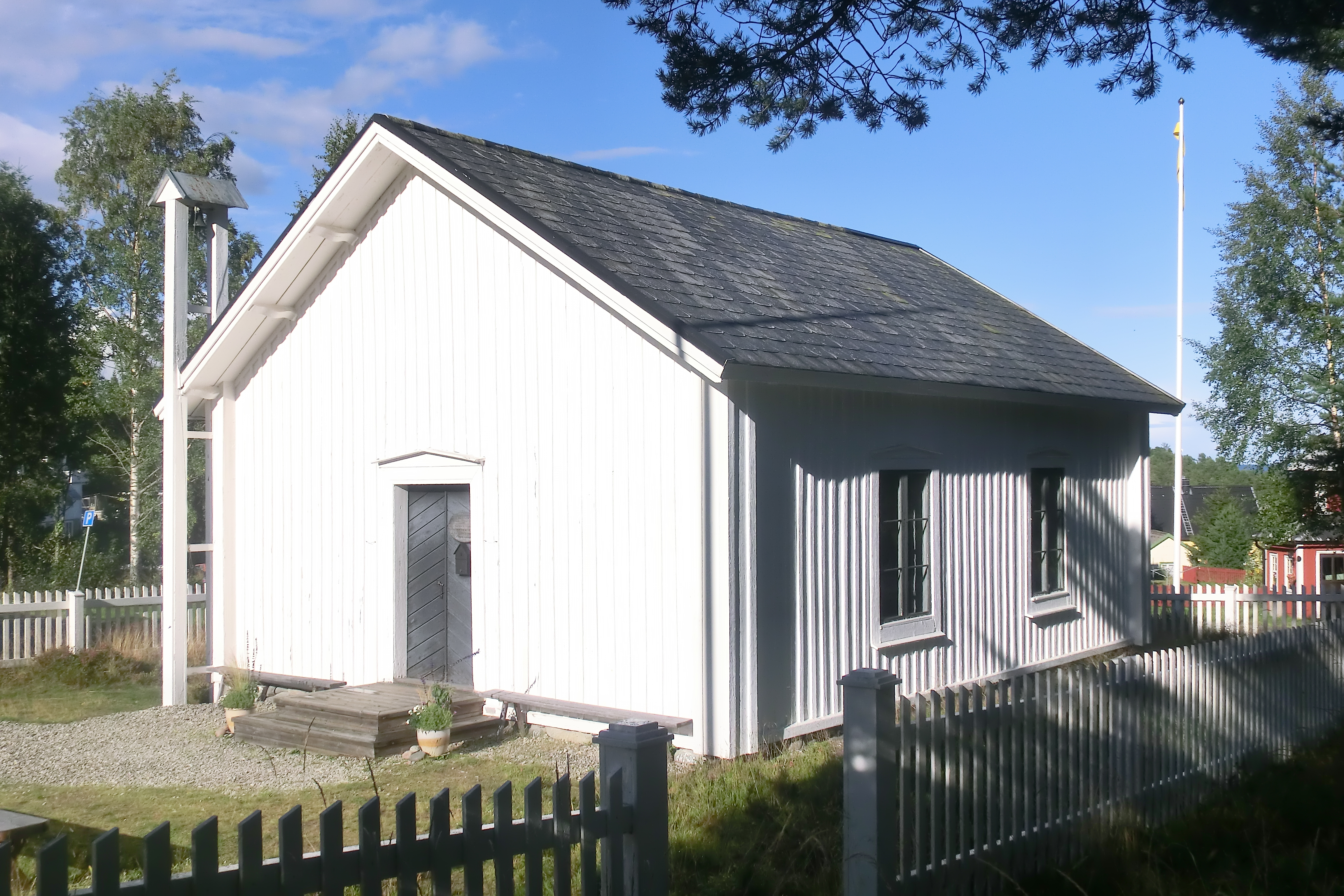
Bönhamns kapell.

En tredje större halvöformation utgör socknens sydöstra del och har samhällen som Bönhamn med Bönhamns kapell samt Barsta med Barstahamns kapell. Fällsvikshamnen ligger längst i söder.
Väster om den ovan nämnda huvuddalgången med Nordingrå tätort ligger ett mera fastlandslikt område, som utgör socknens västra del. Byarna Hyndtjärn, Salsåker och Röksta ligger i norr mot Ullångersfjärden. Området genomkorsas av landsvägen Ullånger-Gallsäter. Längs denna ligger bl.a. Överveda, Fröstvik, Järnsta, Körning, Vännersta, Åsäng och Binböle. Gränsen mot Ullångers socken går i väster från Ullångersfjärden söderut till "tresockenmötet" Nordingrå-Ullånger-Skog på Renhagaberget. Här ligger även Dalsberget (333 m ö.h.), som är socknens högsta berg. Gränsen mot Skogs socken löper på en sträcka av cirka 3 km och når "tresockenmötet" Nordingrå-Skog-Nora halvannan kilometer sydväst om Binböle. Gränsen mellan Nordingrå och Nora går sedan cirka 5 km över land mot sydost och går ut i havet vid Sandviksudden.

### Geologi
I närheten av Nordingrå finns de största kända förekomsterna av anortosit i Sverige.
I trakten finns även en röd, grovkornig granit av rapakivityp, kallad nordingrågranit, som anses dekorativ. Den är Ångermanlands landskapssten.

## Språk
I Nordingrå har man precis som de allra flesta svenska socknar, ett eget sätt att prata, en dialekt.
Dialekten i Nordingrå kallas vanligtvis för Nordingråmålet, men det ska ej betraktas som hela Nordingrås språk, då det kan skilja ganska mycket mellan byar.
Flera böcker på målet har skrivits.

## Fornlämningar
Man har funnit cirka 175 fornlämningar. Vid Överveda ligger en stor boplats från stenåldern. Från bronsåldern finns i socknen omkring 115 gravar av kuströsetyp. Även från järnåldern finns sådana gravar. Från vikingatiden finns gravhögar. Det finns även en fornborg, Rödklitten samt labyrinter och tomtningar vid kusten.

## Namnet
Namnet (1344 Norungaradh) är ett bygdenamn med efterleden radh, 'bygd'. Förleden är inbyggarbeteckningen nordhungar, 'de som bor i norr'.

## Befolkningsutveckling
| Befolkningsutvecklingen i Nordingrå socken 1810–1990                                                     | Befolkningsutvecklingen i Nordingrå socken 1810–1990 | Befolkningsutvecklingen i Nordingrå socken 1810–1990 | Befolkningsutvecklingen i Nordingrå socken 1810–1990 | Befolkningsutvecklingen i Nordingrå socken 1810–1990 |
| --- | ---------------------------------------------------- | ---------------------------------------------------- | ---------------------------------------------------- | ---------------------------------------------------- |
| |                                                      |                                                      |                                                      |                                                      |
| År |                                                      |                                                      | Folkmängd                                            |                                                      |
| 1810 | 1810                                                 |                                                      | 1 941                                                |                                                      |
| 1820 | 1820                                                 |                                                      | 2 005                                                |                                                      |
| 1830 | 1830                                                 |                                                      | 2 350                                                |                                                      |
| 1840 | 1840                                                 |                                                      | 2 498                                                |                                                      |
| 1850 | 1850                                                 |                                                      | 2 848                                                |                                                      |
| 1860 | 1860                                                 |                                                      | 3 092                                                |                                                      |
| 1870 | 1870                                                 |                                                      | 3 113                                                |                                                      |
| 1880 | 1880                                                 |                                                      | 3 352                                                |                                                      |
| 1890 | 1890                                                 |                                                      | 3 429                                                |                                                      |
| 1900 | 1900                                                 |                                                      | 3 663                                                |                                                      |
| 1910 | 1910                                                 |                                                      | 3 650                                                |                                                      |
| 1920 | 1920                                                 |                                                      | 3 836                                                |                                                      |
| 1930 | 1930                                                 |                                                      | 3 586                                                |                                                      |
| 1940 | 1940                                                 |                                                      | 3 524                                                |                                                      |
| 1950 | 1950                                                 |                                                      | 3 319                                                |                                                      |
| 1960 | 1960                                                 |                                                      | 2 865                                                |                                                      |
| 1970 | 1970                                                 |                                                      | 2 452                                                |                                                      |
| 1980 | 1980                                                 |                                                      | 2 057                                                |                                                      |
| 1990 | 1990                                                 |                                                      | 1 959                                                |                                                      |
| Anm: Källor: Umeå universitet - Tabellverket 1749-1859, Demografiska databasen, CEDAR, Umeå universitet. |                                                      |                                                      |                                                      |                                                      |